# Julgoldit
Julgoldit là một khoáng vật silicat đảo kép, có công thức hóa học là (Ca,Mn)2(Fe2+,Fe3+,Mg)(Fe3+,Al)2(SiO4)(Si2O7)(OH)2(H2O) (Moore, 1971). Khi Mg ở vị trí X và Al ở vị trí Y và cả hai chiếm hơn 50% về số mol trong hợp phần thì khoáng vật được xác định là pumpellyit (Moore, 1971). Còn nếu Fe2+ ở vị trí X và Fe3+ ở vị trí Y chiếm hơn 50% số mol trong hợp phần thì nó là Julgoldit (Moore, 1971). Julgoldit là sản phẩm chủ yếu trong quá trình biến chất cấp thấp, hình thành do ứng suất cắt với nhiệt độ thấp (Coombs, 1953).